# Ammothella stauromata
Ammothella stauromata is een zeespin uit de familie Ammotheidae. De soort behoort tot het geslacht Ammothella. Ammothella stauromata werd in 1982 voor het eerst wetenschappelijk beschreven door Child. 